# Episodi di Cri Cri (prima stagione)
La prima stagione della serie televisiva Cri Cri, composta da 36 episodi, è stata trasmessa per la prima volta in Italia da Italia 1 dal 1º ottobre al 21 dicembre 1990.
| nº | Titolo originale          | Prima TV Italia  |
| -- | ------------------------- | ---------------- |
| 1  | Il tirocinio              | 1º ottobre 1990  |
| 2  | Un amico per tutti        | 3 ottobre 1990   |
| 3  | Vietato fumare            | 5 ottobre 1990   |
| 4  | Che pozione!              | 8 ottobre 1990   |
| 5  | Malata.... o no?          | 10 ottobre 1990  |
| 6  | La supplente              | 12 ottobre 1990  |
| 7  | Giochi di mano.....       | 15 ottobre 1990  |
| 8  | Prove generali            | 17 ottobre 1990  |
| 9  | La spia                   | 19 ottobre 1990  |
| 10 | Venti d'amore             | 22 ottobre 1990  |
| 11 | Pentimento                | 24 ottobre 1990  |
| 12 | Lo scambio                | 26 ottobre 1990  |
| 13 | Generosità                | 29 ottobre 1990  |
| 14 | Ferie arretrate           | 31 ottobre 1990  |
| 15 | Tata dove vai?            | 2 novembre 1990  |
| 16 | Pizza per sempre!         | 5 novembre 1990  |
| 17 | Zio Carlo super prof.     | 7 novembre 1990  |
| 18 | Il ritorno di Tata        | 9 novembre 1990  |
| 19 | La posta del cuore        | 12 novembre 1990 |
| 20 | Chi sarà?                 | 14 novembre 1990 |
| 21 | Ecologia e superstizione  | 16 novembre 1990 |
| 22 | La fame vien mangiando    | 19 novembre 1990 |
| 23 | Filippo e lo sport        | 21 novembre 1990 |
| 24 | Piccole bugie             | 23 novembre 1990 |
| 25 | A.A.A. casa cercasi       | 26 novembre 1990 |
| 26 | Luca dove sei?            | 28 novembre 1990 |
| 27 | Sembra facile...          | 30 novembre 1990 |
| 28 | Viva l'indipendenza!      | 3 dicembre 1990  |
| 29 | Nostalgia...              | 5 dicembre 1990  |
| 30 | Casa dolce casa           | 7 dicembre 1990  |
| 31 | L'impostore               | 10 dicembre 1990 |
| 32 | Le ziette                 | 12 dicembre 1990 |
| 33 | Antonella, ti voglio bene | 14 dicembre 1990 |
| 34 | Non vittima, ma eroe      | 17 dicembre 1990 |
| 35 | Tentazioni...             | 19 dicembre 1990 |
| 36 | Amici per sempre          | 21 dicembre 1990 |

## Il tirocinio
- Diretto da: Francesco Vicario
- Scritto da: Alessandra Valeri Manera e Stefano Vicario

## Un amico per tutti
- Diretto da: Francesco Vicario
- Scritto da: Alessandra Valeri Manera e Stefano Vicario

## Vietato fumare
- Diretto da: Francesco Vicario
- Scritto da: Alessandra Valeri Manera e Stefano Vicario

## Che pozione!
- Diretto da: Francesco Vicario
- Scritto da: Alessandra Valeri Manera e Stefano Vicario

## Malata.... o no?
- Diretto da: Francesco Vicario
- Scritto da: Alessandra Valeri Manera e Stefano Vicario

## La supplente
- Diretto da: Francesco Vicario
- Scritto da: Alessandra Valeri Manera e Stefano Vicario

## Giochi di mano.....
- Diretto da: Francesco Vicario
- Scritto da: Alessandra Valeri Manera e Stefano Vicario

## Prove generali
- Diretto da: Francesco Vicario
- Scritto da: Alessandra Valeri Manera e Stefano Vicario

## La spia
- Diretto da: Francesco Vicario
- Scritto da: Alessandra Valeri Manera e Stefano Vicario

## Venti d'amore
- Diretto da: Francesco Vicario
- Scritto da: Alessandra Valeri Manera e Stefano Vicario

## Pentimento
- Diretto da: Francesco Vicario
- Scritto da: Alessandra Valeri Manera e Stefano Vicario

## Lo scambio
- Diretto da: Francesco Vicario
- Scritto da: Alessandra Valeri Manera e Stefano Vicario

## Generosità
- Diretto da: Francesco Vicario
- Scritto da: Alessandra Valeri Manera e Stefano Vicario

## Ferie arretrate
- Diretto da: Francesco Vicario
- Scritto da: Alessandra Valeri Manera e Stefano Vicario

## Tata dove vai?
- Diretto da: Francesco Vicario
- Scritto da: Alessandra Valeri Manera e Stefano Vicario

## Pizza per sempre!
- Diretto da: Francesco Vicario
- Scritto da: Alessandra Valeri Manera e Stefano Vicario

## Zio Carlo super prof.
- Diretto da: Francesco Vicario
- Scritto da: Alessandra Valeri Manera e Stefano Vicario

## Il ritorno di Tata
- Diretto da: Francesco Vicario
- Scritto da: Alessandra Valeri Manera e Stefano Vicario

## La posta del cuore
- Diretto da: Francesco Vicario
- Scritto da: Alessandra Valeri Manera e Stefano Vicario

## Chi sarà?
- Diretto da: Francesco Vicario
- Scritto da: Alessandra Valeri Manera e Stefano Vicario

## Ecologia e superstizione
- Diretto da: Francesco Vicario
- Scritto da: Alessandra Valeri Manera e Stefano Vicario

## La fame vien mangiando
- Diretto da: Francesco Vicario
- Scritto da: Alessandra Valeri Manera e Stefano Vicario

## Filippo e lo sport
- Diretto da: Francesco Vicario
- Scritto da: Alessandra Valeri Manera e Stefano Vicario

## Piccole bugie
- Diretto da: Francesco Vicario
- Scritto da: Alessandra Valeri Manera e Stefano Vicario

## A.A.A. casa cercasi
- Diretto da: Francesco Vicario
- Scritto da: Alessandra Valeri Manera e Stefano Vicario

## Luca dove sei?
- Diretto da: Francesco Vicario
- Scritto da: Alessandra Valeri Manera e Stefano Vicario

## Sembra facile...
- Diretto da: Francesco Vicario
- Scritto da: Alessandra Valeri Manera e Stefano Vicario

## Viva l'indipendenza!
- Diretto da: Francesco Vicario
- Scritto da: Alessandra Valeri Manera e Stefano Vicario

## Nostalgia...
- Diretto da: Francesco Vicario
- Scritto da: Alessandra Valeri Manera e Stefano Vicario

## Casa dolce casa
- Diretto da: Francesco Vicario
- Scritto da: Alessandra Valeri Manera e Stefano Vicario

## L'impostore
- Diretto da: Francesco Vicario
- Scritto da: Alessandra Valeri Manera e Stefano Vicario

## Le ziette
- Diretto da: Francesco Vicario
- Scritto da: Alessandra Valeri Manera e Stefano Vicario

## Antonella, ti voglio bene
- Diretto da: Francesco Vicario
- Scritto da: Alessandra Valeri Manera e Stefano Vicario

## Non vittima, ma eroe
- Diretto da: Francesco Vicario
- Scritto da: Alessandra Valeri Manera e Stefano Vicario

## Tentazioni...
- Diretto da: Francesco Vicario
- Scritto da: Alessandra Valeri Manera e Stefano Vicario

## Amici per sempre
- Diretto da: Francesco Vicario
- Scritto da: Alessandra Valeri Manera e Stefano Vicario